# Third stream
Third stream is een door de Amerikaanse componist Gunther Schuller begin jaren 1950 ingestelde muziekrichting, die de Europese eigentijdse klassieke muziek verbindt met de modernjazz en zijn muziek buiten bereik van E- en U-muziek zou brengen.

## Geschiedenis
Schuller opperde het idee in 1957 tijdens een lezing aan de Brandeis University om muziek te beschrijven, die elementen van westerse kunstmuziek en jazz combineert en daarbij de elementaire kenmerken en technieken van beide verbindt. Daarbij gaat het om de verbinding van twee in materiaalstand en in artistiek zelfbewustzijn hoogontwikkelde sferen, zodat zuiver vermakelijke werken van de symfonische jazz van Paul Whiteman met hun klassieke ontlening en strijkersondergeschikte jazzimprovisaties hier uitgesloten kunnen worden.
Componisten als Robert Graettinger, die voor Stan Kenton complexe werken componeerde en Johnny Carisi kunnen als voorloper van de third stream doorgaan. Ofschoon deze aanpak enkele exemplarische werken als Epitaph van Charles Mingus opleverde, kon hij zich uiteindelijk toch niet doorzetten en bleef dit een laterale ontwikkeling in de muziekgeschiedenis. Stuwende krachten van deze muziekrichting waren naast Schuller en Mingus o.a. Bill Russo, John Lewis, Eddie Sauter, Don Ellis, Ran Blake en J.J. Johnson. Mátyás Seiber en John Dankworth schreven in 1958 samen het werk Improvisations für Jazzband und Orchester, dat twaalftoonsmuziek en jazzimprovisaties omvatte. In het programmablad voor de Duitse première in 1958 werd het nummer gewaardeerd als de meest gelukte poging om nieuwe muziek en jazz onder een noemer te brengen.
Muzikanten als Anthony Braxton en Frank Zappa bleven echter door deze richting in hun compositorische creaties sterk beïnvloed. Jongere muzikanten als James Newton, Anthony Davis en Franz Koglmann namen net als ervaren muzikanten als Allan Botschinsky de uitdaging weer aan.
Actuele werken met een third stream-kenmerk zijn Alegria van Wayne Shorter, Wide Angles van Michael Brecker, African Portraits van Hannibal Marvin Peterson, Scorched van Mark-Anthony Turnage en Myth of the Cave van Yitzhak Yedid.